# Піта ван Дісук
Піта ван Дісук (нід. Pieta van Dishoeck, 13 травня 1972) — нідерландська академічна веслувальниця.
Срібна призерка Олімпійських Ігор 2000 (парні двійки), 2000 (вісімки) років.